# Казапулла
Казапулла (итал. Casapulla) — коммуна в Италии, располагается в регионе Кампания, в провинции Казерта.
Население составляет 8339 человек (на 2004 г.), плотность населения составляет 3933 чел./км². Занимает площадь 2 км². Почтовый индекс — 81020. Телефонный код — 0823.
Покровителем коммуны почитается святой Элпидий, празднование 26 мая.